# ジョシュ・ゴームレイ
ジョシュ・ゴームレイ（Josh Gormley、1974年7月12日 - ）は、アメリカ合衆国の男性プロボクサー。ジョシー・デンプシーというリングネームでK-1、ZERO-ONEの出場経験がある。自称元ボクシング世界ヘビー級チャンピオンのジャック・デンプシーのひ孫である。

## 来歴

### K-1
- 2002年7月14日、K-1で武蔵に5R判定負け。

## 戦績
- プロボクシング: 23戦 19勝 18KO 4敗
- プロキックボクシング: 1戦 1敗

| 勝敗 | 対戦相手 | 試合結果       | 大会名                       | 開催年月日    |
| ×    | 武蔵     | 5R終了 判定0-3 | K-1 WORLD GP 2002 in FUKUOKA | 2002年7月14日 |